# 晋寧区
晋寧区（しんねいく）は中華人民共和国雲南省昆明市に位置する市轄区。

## 歴史
戦国時代に楚の将軍の荘蹻が雲南地方を征服し、滇国を建国すると、滇池に都を置いた。前109年（元封2年）、漢の武帝は滇王当羌を降伏させ、益州郡を設置した。
308年（永嘉2年）に晋が益州郡を晋寧郡と改称された。756年（天宝15載）、南詔により晋寧州が設置され、中華民国まで沿襲された。1913年に州制が廃止され、晋寧県と昆陽県が設置された。1958年に両県が合併された。1960年に玉渓地区から昆明市へと行政改編された。2016年11月に市轄区の晋寧区に改編され現在に至る。

## 行政区画
- 街道:昆陽街道、宝峰街道、晋城街道
- 鎮:二街鎮、六街鎮、上蒜鎮
- 民族郷:双河イ族郷、夕陽イ族郷

## 交通

### 道路
- 高速道路
  - 昆明環状高速道路
  - 昆磨高速道路
  - S33 晋紅高速道路
- 国道
  - G213国道